# Margraviat de Moravie
1182–1918
Entités précédentes :
- Olomouc
- Brno
- Znaïm

Entités suivantes :
- République tchécoslovaque

Le margraviat de Moravie (en tchèque : Markrabství moravské ; en allemand : Markgrafschaft Mähren) était un territoire dans l'est du Saint-Empire romain. Il fut créé en tant que fief impérial dans l'an 1182 par l'empereur Frédéric Barberousse fusionnant les apanages d'Olomouc, de Brno et de Znaïm gouvernés par la dynastie des Přemyslides, ducs de Bohême, depuis le premier tiers du XIe siècle. 
En 1348, l'empereur Charles IV a incorporé la Moravie dans les pays de la couronne de Bohême. La monarchie de Habsbourg obtient la souveraineté en 1526 et, à partir de 1804, le margraviat fut un territoire de l'empire d'Autriche puis de l'Autriche-Hongrie. Il est supprimé lors de la création de la République tchécoslovaque au lendemain de la Première Guerre mondiale. 
La ville d'Olomouc a été la capitale du margraviat, jusqu'à ce qu'elle fut remplacée en 1641 par Brno.

## Géographie

Les régions historiques de la Tchéquie :
Bohême
Moravie
Silésie

Le nom de Moravie fait référence à la rivière Morava, un affluent gauche du Danube, le principal cours d'eau de la région. La marche se trouvait à l'est de la Bohême, avec un domaine deux fois moins important, séparé par les monts de Bohême-Moravie. 
Au nord, les Sudètes, qui s'étendent jusqu'à la porte de Moravie, forment la frontière avec le duché de Silésie, initialement une partie intégrante du royaume de Pologne sous le règne des Piast et également mis sous l'autorité des rois de Bohême en 1335. Après les pertes qui ont suivi les guerres de Silésie au XVIIIe siècle, les domaines restants autour des sources de l'Oder et de l'Opava sont gérés dans le cadre de la Silésie autrichienne.
Au sud-est, les Carpates occidentales constituaient la frontière impériale avec le territoire du royaume de Hongrie (la Haute-Hongrie correspondant à la Slovaquie d'aujourd'hui). Au sud, le cours de la rivière Thaya marqua la frontière avec l'archiduché d'Autriche (la Basse-Autriche). Le carrefour historique de l'Autriche, de la Bohême et de la Moravie est situé dans les bois au sud-est de Staré Město.

## Histoire
La région historique, l'un des Pays tchèques, remonte au cœur des territoires de la Grande-Moravie, une principauté slave gouvernée par la dynastie des Mojmirides au Haut Moyen Âge, qui a disparu au début du Xe siècle. Depuis l'an 1029, la Moravie est définitivement rattachée au duché de Bohême sous le règne des Přemyslides, lorsque le prince Bretislav Ier parvenait à chasser les forces polonaises du roi Mieszko II Lambert. Pendant plus d'un siècle, il y avait trois principautés autour des villes d'Olomouc, de Brno et de Znaïm (Znojmo).
Conrad II Ota, prince de Znaïm depuis 1161, avait également acquis les domaines de Brno et d'Olomouc devenant seul souverain de toute la Moravie. Alors que le conflit avec son cousin, le duc Frédéric Ier de Bohême s'intensifie, l'empereur Frédéric Barberousse intervint et cherchera aussi les occasions pour affaiblir le pouvoir des souverains de Bohême. En 1182, la Moravie fut officiellement érigée en margraviat et a ainsi obtenu le statut autonome d'immédiateté impériale. Conrad II Ota fut le premier margrave ; néanmoins, après être devenu également duc de Bohême en 1189, il soumet les domaines de Moravie au trône de Prague.

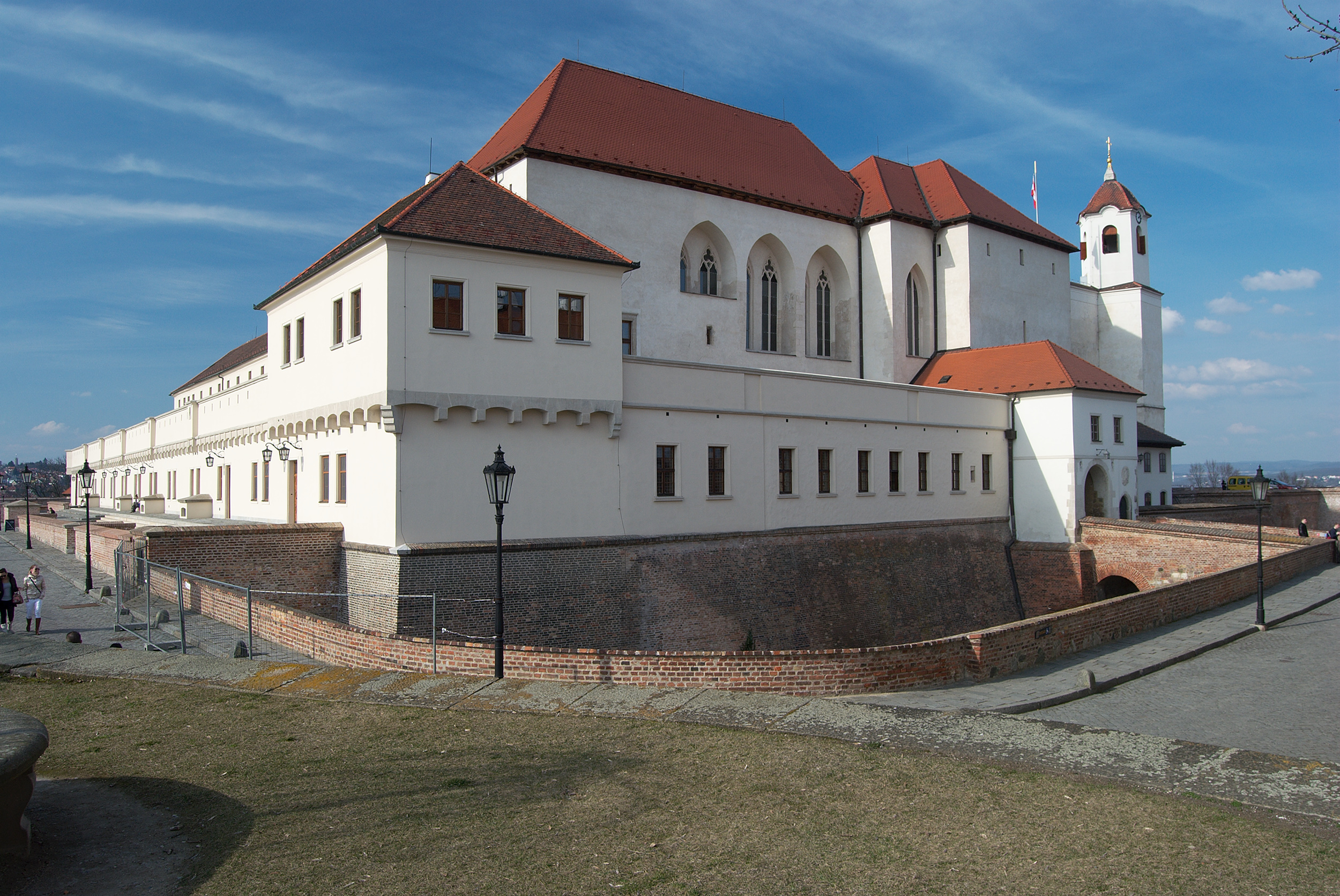
La forteresse du Spielberg à Brno.

Conrad meurt deux ans plus tard en chemin vers les festivités du couronnement de l'empereur Henri VI à Rome. En 1197, sous le règne d'Ottokar Ier de Bohême, le margraviat a été rétabli pour concéder le titre de margrave à Vladislav III Jindřich qui avait renoncé au duché. Jusqu'à l'extinction de cette dynastie, à la mort du roi Venceslas III en 1306, les Přemyslides dominent sur les deux territoires. 
Depuis 1310, le roi Jean Ier de Bohême, issu de la maison de Luxembourg, gouverne le margraviat. Son fils Charles unit ses terres de Bohême (avec le comté de Glatz), à la Moravie et à la Silésie, ainsi qu'à la Haute- et la Basse-Lusace dans les pays de la couronne de Bohême par décret du 7 avril 1348. Au cours de l'année suivante, son frère cadet Jean-Henri est nommé margrave de Moravie, suivi par ses fils Jobst, Procope et Jean Sobeslav. Les États sont encore réunis sous le règne du roi Sigismond, dernier souverain des Luxembourg, à partir de 1419.
Avec la mort de Sigismond en 1437 advinrent de sombres périodes : une source de combat entre la dynastie des Habsbourg (Albert II et son fils Ladislas) et le régent Georges de Poděbrady, la Moravie fut prise par les troupes hongroises du roi Matthias Corvin en 1469. Matthias s'était marié à Catherine, fille de Georges de Poděbrady ; pourtant, c'est en vain qu'il essaye de prendre le pouvoir en Bohême avec le soutien du pape Paul II de la noblesse catholique. En 1479, il a signé la paix d'Olomouc avec le roi Vladislas Jagellon, renonce au trône de Bohême, mais reste margrave de Moravie jusqu'à sa mort en 1490.
Dans les premières années de la Réforme (1520-1530), le mouvemenent anabaptiste se répand dans la Moravie et notamment à Nicolsbourg, le refuge de Balthazar Hubmaïer. Exécutés en 1528, les huttérites suivent ses traces. De plus, les idées de Martin Luther se sont disséminées par la suite dans tout le margraviat. 

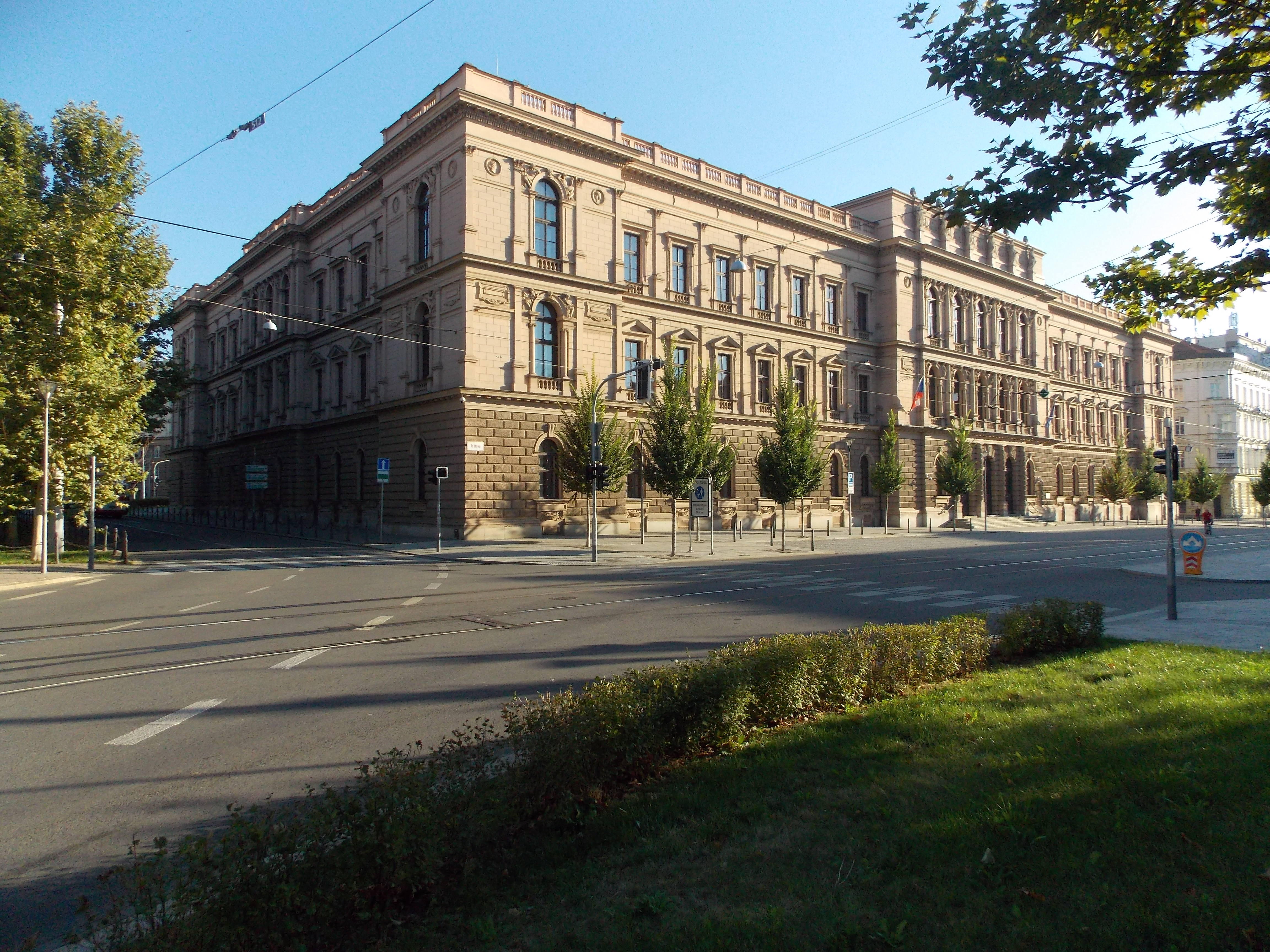
Ancien siège de l'assemblée parlementaire de Moravie à Brno, aujourd'hui la Cour constitutionnelle de Tchéquie.

Après les événements malheureux qui ont eu lieu en 1526 à la bataille de Mohács contre les forces ottomanes, au cours de laquelle le roi Louis II Jagellon a trouvé la mort, les États de la couronne de Bohême passent à la maison autrichienne de Habsbourg et l'archiduc Ferdinand est élu roi. Le règne de la monarchie de Habsbourg s'est poursuivi jusqu'en 1918. Au début, le pays était gouverné à partir de Prague, notamment aux jours de l'empereur Rodolphe II ; après la bataille de la Montagne-Blanche, en 1620, les affaires gouvernementales sont déplacées à Vienne. Les Habsbourg ont assuré la recatholisation du pays. En 1641, Brno est devenue la capitale, succédant à Olomouc.
En 1804, le dernier empereur des Romains a pris le titre de empereur d'Autriche sous le nom de François Ier. À la suite de sa renonciation à la couronne du Saint-Empire, le 6 août 1806, le fief cesse d'exister. Le margraviat de Moravie devint une terre de la couronne de l'empire d'Autriche puis de l'Autriche-Hongrie. Après la défaite des puissances centrales lors de la Première Guerre mondiale, selon du traité de Saint-Germain-en-Laye, l'Empire austro-hongrois fut dissous et la Moravie fut intégrée dans la nouvelle Tchécoslovaquie.